# Fat Tuesday
Albums de Passion Fodder
Hard Words from a Soft Mouth
(1985) Love, Waltzes and Anarchy
(1987)
Fat Tuesday est le second album du groupe de rock alternatif franco-américain Passion Fodder, publié en 1986 sur le label Barclay Records. La pochette du disque est l'œuvre du peintre Ricardo Mosner.

## Liste des titres de l'album
1. Luz Blanca
2. St. Helens
3. Heart Hunters
4. In the Echo
5. Not Waltz Away
6. In the Moodswing
7. Mardi Gras
8. Tomorrow Is a Long Time
9. Skin Poetry
10. Paname Song
11. Hard Work
12. As You Dig Your Hole
13. Dirt
14. God Couldn't Fight His Way Out of Wet Brown Bag
15. Violations

## Musiciens ayant participé à l'album
- Theo Hakola : chant, guitare
- Pascal Humbert : basse, contrebasse, guitare
- Jean-Yves Tola : batterie
- Lionel Dollet : guitare et aux claviers
- Bénédicte Villain : violon